# Stephen Kern Robinson
Stephen Kern Robinson (* 26. října 1955 Sacramento, Kalifornie) je americký vědec a kosmonaut. Ve vesmíru byl čtyřikrát.

## Život

### Studium a zaměstnání
Absolvoval střední školu Campolindo High School v městě Moraga v Kalifornii, po jejím ukončení v roce 1973 pokračoval ve studiu na University of California Ukončil jej v roce 1978. Doktorát získal v roce 1991 na Stanfordově univerzitě.
V letech 1978 až 1994 pracoval v agentuře NASA jako vědecký pracovník. Zůstal svobodný.
V roce 1995 se zapojil do výcviku budoucích kosmonautů v Houstonu, o rok později byl členem tamní jednotky kosmonautů NASA.

### Lety do vesmíru
Na oběžnou dráhu se v raketoplánu dostal čtyřikrát s funkcí letový specialista, pracoval na orbitální stanici ISS a strávil ve vesmíru 34 dní, 15 hodin a 44 minut. Třikrát vystoupil do volného vesmíru (EVA), strávil v něm 20 hodin a 5 minut. Byl 362. člověkem ve vesmíru.
- STS-85 Discovery, (7. srpen 1997 – 19. srpen1997)
- STS-95 Discovery (29. říjen 1998 – 7. listopad 1998)
- STS-114 Discovery (26. července 2005 – 9. srpna 2005)
- STS-130 Endeavour (8. února 2010 – 21. února 2010)